# Evangelischer Gemeinschaftsverband AB
Der Evangelische Gemeinschaftsverband AB (bis 2012 Evangelischer Verein für innere Mission Augsburgischen Bekenntnisses) ist ein unabhängiger Gemeinschaftsverband innerhalb der Evangelischen Landeskirche in Baden, dem Gemeinschaften, hauptsächlich in Baden, angehören. Umgangssprachlich wird häufig die Kurzform A.B.-Verband verwendet. Für die örtlichen Gemeinschaften ist auch die Bezeichnung „Stadtmission“ gebräuchlich. Als freies „Glaubenswerk“ ist der Verband selbständig organisiert und finanziert sich ausschließlich aus freiwilligen Gaben und Spenden.

## Geschichte
In Baden war der Pietismus im 18. Jahrhundert zunächst unterdrückt worden. Durch das Wirken des früheren katholischen Priesters und späteren evangelischen Pfarrers Aloys Henhöfer (1789–1862) kam es jedoch zu einer größeren Erweckung. An verschiedenen Orten entstanden Gemeinschaften von Christen, die durch seine Predigten geprägt waren. Verschiedene Leiter solcher Gemeinschaften gründeten zusammen mit evangelischen Pfarrern am 24. Januar 1849 in Durlach den Evangelischen Verein für innere Mission Augsburgischen Bekenntnisses. Dabei betonten die Gründer auch mit dem Namen des Vereins die uneingeschränkte Übereinstimmung mit dem Augsburger Bekenntnis, welches in der badischen Unionsurkunde von 1821 durch verschiedene Formulierungen in seiner Geltung eingeschränkt worden war.
Der Verein stellte Reiseprediger ein, die die verschiedenen zuvor entstandenen Gemeinschaften besuchen und neue gründen sollten. Während die ersten vier Prediger noch ohne theologische Ausbildung waren, kam 1856 der erste Prediger hinzu, der eine Chrischona-Ausbildung genossen hatte. Seit Juli 2015 haben deren Prediger die Dienstbezeichnung Gemeinschaftspastor oder Gemeinschaftsprediger.

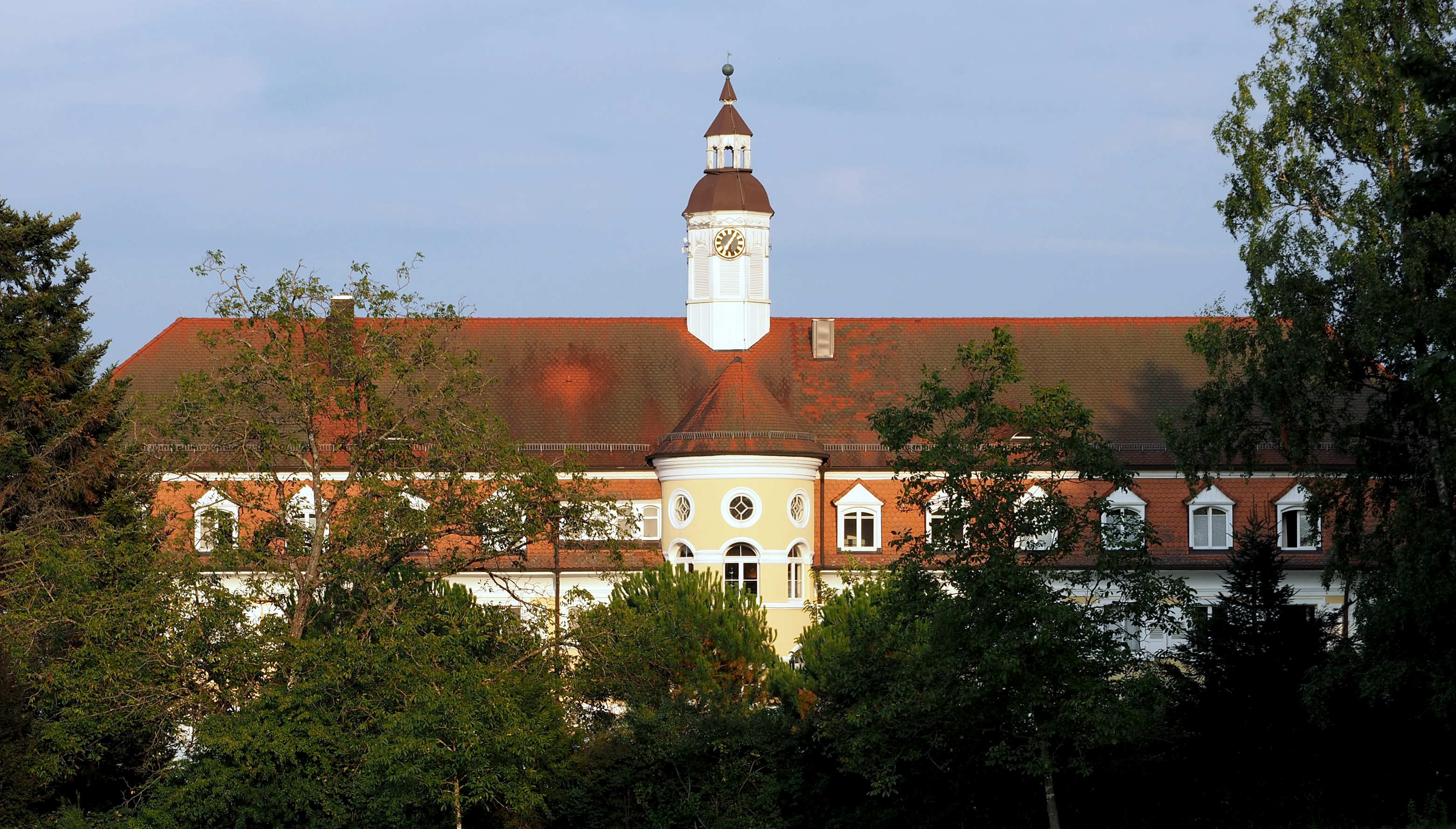
Bibelheim Bethanien

1903 wurde der Langensteinbacher Pfarrer Theodor Böhmerle (1870–1927) zum hauptamtlichen Inspektor des Vereins berufen. Dieser gründete 1909 in Langensteinbach das Bibelheim „Bethanien“, das noch heute als Freizeitheim des Vereins dient.
Böhmerle gehörte zu den frühen Gegnern des aufkommenden Antisemitismus in Deutschland, den er als antichristlich bezeichnete. Obwohl er bereits 1927 starb, hatte er seine Nachfolger durch seine kompromisslose Haltung in dieser Frage bereits gut auf die Gefahr durch den Nationalsozialismus vorbereitet. Die Mitglieder des Vereins versagten sich weitgehend einer Kooperation mit dem Dritten Reich. Böhmerles Nachfolger als Hausvater im Bibelheim Bethanien, Pfarrer Adolf Pfleiderer (1867–1963), verweigerte dementsprechend konsequent den Hitlergruß und ließ keine Hakenkreuzflaggen auf dem Gelände anbringen. Während des Zweiten Weltkriegs wurde das Bibelheim deshalb von den Behörden beschlagnahmt. Die Nationalsozialisten hingen im Großen Saal Hakenkreuzfahnen auf.

## Verbreitung und Arbeitsschwerpunkte

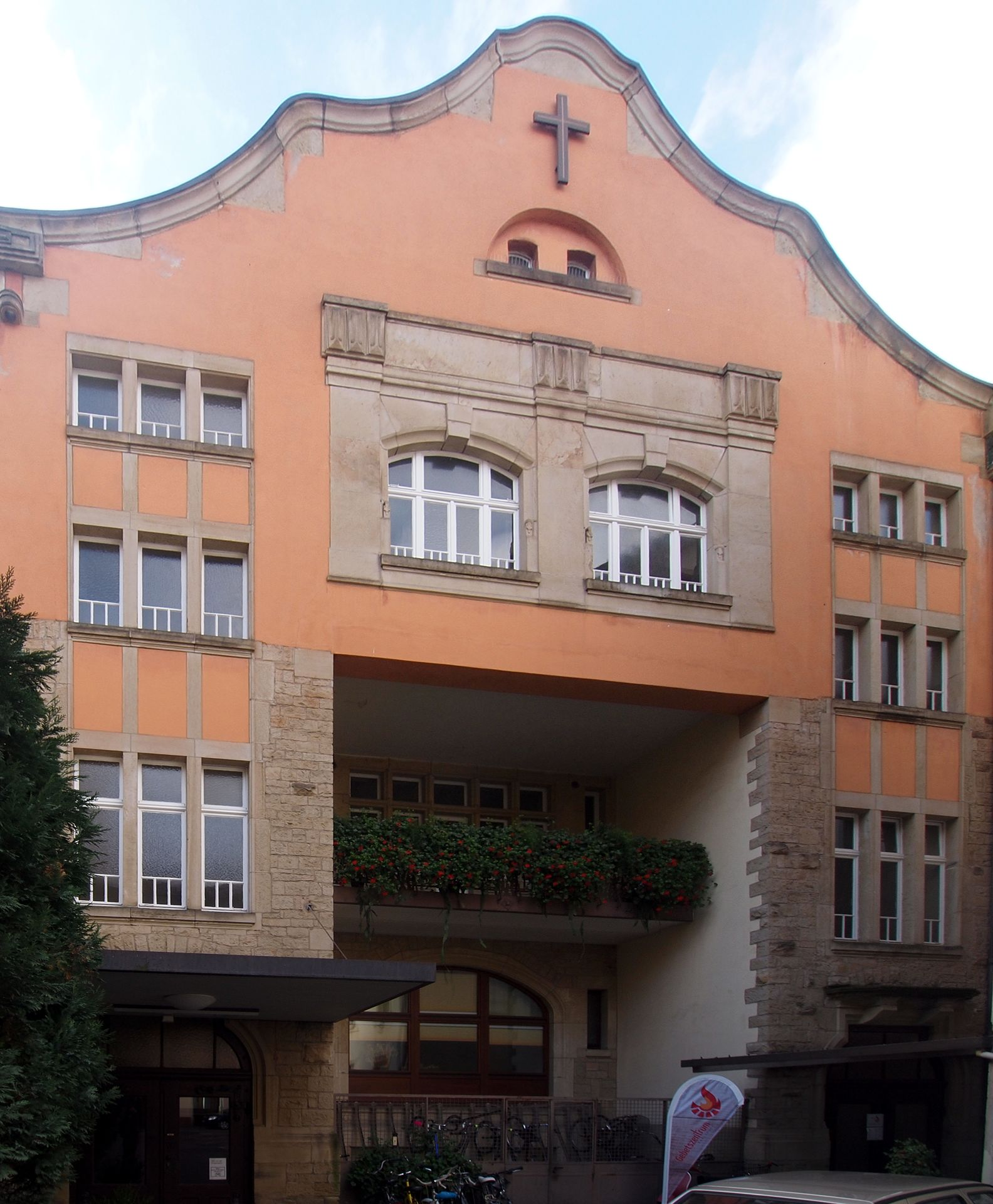
A.B.-Gebäude in Karlsruhe

Der in 22 Bezirken organisierte Verband ist hauptsächlich in ehemals badischen Gebieten Baden-Württembergs vertreten und erstreckt sich vom Main bis zum Bodensee. 24 Prediger und einige Gemeinschaftsdiakone sind hauptamtlich angestellt, die rund 180 Gemeinschaften, 15 Gemeinden, 80 Hauskreise, 15 Jugendkreise und weitere Gruppen betreuen.
Zweck und Ziel des Vereins ist es, Menschen den christlichen Glauben nahe zu bringen und dann zu begleiten. Dies geschieht in der Gemeinschaftsarbeit wie auch in den Strukturen der Gemeindearbeit. Die Mitglieder halten Bibelstunden und gestalten Gottesdienste mit, stellen ihr Haus für Bibelstunden und Hauskreise zur Verfügung und setzen sich in der Kinder-, Jugend- oder diakonischen Arbeit ein. Sie beten und tragen die Arbeit finanziell. Inhalt der Arbeit ist die Verkündigung des Wortes Gottes als Glaubens- und Lebenshilfe für alle Menschen.
Weitere Schwerpunkte sind zwei Altenheime, die im Verband entstanden und heute als selbständige Einrichtungen mit dem Verein verbunden sind, sowie der vereinseigene Kindergarten.
Das Bibelheim „Bethanien“ in Langensteinbach ist seit 1909 der geistliche Mittelpunkt des Vereins. Das Angebot erstreckt sich von Bibelkursen und Freizeiten bis zu Schulungen und Seminaren.
Die Geschäftsstelle und die A.B.-Buchhandlung befanden sich bis in die 2010er-Jahre am Kaiserplatz in Karlsruhe.

## Leitung und Verwaltung
Über 60 Vertreter aus den Bezirken bilden die Mitgliederversammlung. Sie sind rechtlich gesehen die eigentlichen Mitglieder des Vereins. Der siebenköpfige Vorstand leitet den Verein und vertritt ihn nach außen: Vorsitzender ist seit 2021 Matthias Richter, David Grau als stellvertretender Vorsitzender, Immanuel Grauer als Leiter für Theologie und Personal, Dietmar Kamlah als Hausvater des Bibelheims, Peter Warkentin, Achim Kellenberger und Erich Seeger.

## Periodika
- „Reich-Gottes-Bote“, erscheint seit Januar 1844 2-wöchentlich der als Mitteilungs- und Andachtsblatt, ZDB-ID 630419-9.[8]
- „Wegzeichen“-Heft, wird seit 1990 dreimal jährlich für die Gemeinschaftspflege kostenlos herausgegeben.
- „Jahrbuch“, mit theologischen Themen und Beiträgen des Gemeindelebens